# Île Marsh
Pour les articles homonymes, voir Marsh.
L'île Marsh ou Marsh Island est une île des États-Unis d'Amérique en Floride dans le comté de Manatee. 

## Géographie
Elle est située dans la Manatee à l'est de l'Interstate 75 et s'étend sur un peu plus d'1,1 km pour une largeur d'environ 220 m.